# Armando Casas
Armando Casas Pérez (Ciudad de México, 14 de junio de 1964) es un director y productor de cine mexicano.
En 2001 estrenó su primera obra como director, Un mundo raro. Fue director del Centro Universitario de Estudios Cinematográficos de la UNAM de 2004 a 2012. Director de TV UNAM de diciembre de 2016 a enero de 2019. Es miembro activo de la Academia Mexicana de Artes y Ciencias Cinematográficas. Su más reciente largometraje de ficción como director, Malacopa, se estrenó en 2018 a nivel nacional. Desde febrero de 2019 hasta marzo de 2023 fue director del canal cultural mexicano Canal 22.

## Inicios
Es egresado del Centro Universitario de Estudios Cinematográficos (CUEC). Estudió, además, las carreras de Literatura Dramática y Teatro en la Facultad de Filosofía y Letras y Ciencias de la Comunicación en la Facultad de Ciencias Políticas y Sociales de la Universidad Nacional Autónoma de México (UNAM). En sus inicios trabajó como guionista, asistente de dirección, sonidista, actor y realizador en múltiples cortometrajes. Su corto Los retos de la democracia fue nominado al [Premio Ariel (México)|Premio Ariel]] de la Academia Mexicana de Artes y Ciencias Cinematográficas como Mejor Cortometraje en 1990. Su trabajo en televisión comprende desde Hora Marcada de Televisa, hasta diversas series culturales en Canal Once, Canal 22, Instituto Latinoamericano de la Comunicación Educativa y TV UNAM, además de diversos comerciales y videoclips, merecedores de varios premios. 

## Vida académica
Desde hace 20 años es profesor en el área de Producción Cinematográfica y Realización en el CUEC.
Ha impartido la materia Actuación para Cine en la Escuela de Arte Teatral del Instituto Nacional de Bellas Artes, la carrera de Literatura Dramática y Teatro de la Facultad de Filosofía y Letras de la UNAM y el Centro Universitario de Teatro (CUT). Es profesor asesor permanente de la Escuela de Cine & Televisión de la Universidad Veritas de San José, Costa Rica.
Ha sido sinodal de tesis de licenciatura en la Universidad Autónoma Metropolitana y en la Facultad de Filosofía y Letras de la UNAM. En 2003 obtiene la Distinción Universidad Nacional para Jóvenes Académicos en el Área de Creación Artística y Extensión de la Cultura.
Ha sido ponente en más de cien actividades académicas como coloquios, congresos, seminarios, tanto nacionales como internacionales, sobre diversos temas de cine en escuelas y universidades de La Habana, Buenos Aires, Bogotá, São Paulo, San José, Los Ángeles, Valencia, Pekín y en las más destacadas instituciones mexicanas.

### Producción de cine
En los últimos años ha sido productor, productor ejecutivo y productor asociado de más de quince largometrajes de ficción y documental. Entre los últimos largometrajes producidos destacan los documentales El paciente interno de Alejandro Solar Luna, Lecciones para una guerra de Juan Manuel Sepúlveda y Quebranto de Roberto Fiesco (Ariel al mejor documental). Así como las películas de ficción Todo el mundo tiene a alguien menos yo de Raúl Fuentes, Tlatelolco, verano del 68 de Carlos Bolado, Tercera llamada de Francisco Franco y Workers de José Luis Valle (seleccionada para los festivales de Cine de Berlín y San Sebastián 2013 y ganadora del Festival de Biarritz, el Festival Internacional de Cine de Morelia y el Festival de Cine de Huelva). Ha sido jurado en los festivales internacionales de cine de Guadalajara, Morelia, Santiago de Cuba, Santa Fe de Antioquía, Viña del Mar, Cartagena y Huesca entre muchos otros.

## Filmografía

### Director

#### Largometrajes
- Malacopa (2018)
- Familia Gang (2014)
- Un mundo raro (2001)

#### Documentales
- Rius para principiantes (2017)
- Rogelio Naranjo, el caricaturista y su tiempo (2011)
- De oficio monero (2005)
- Ciudad Universitaria Medio siglo (2002)
- Un país de caricatura (2000)

#### Cortometrajes
- Para vestir santos (2004)
- Las miradas no mienten (1993)
- Mis dos materias favoritas (1992)
- Cómo escribir una historieta (1992)
- Binarius (1991)
- Los retos de la democracia (1988)
- El gallo de Esculapio (1987)
- Solipsismo (1986)
- Al volante (1985)
- Corre conejo, corre (1985)

## Libros
- Casas, A.; Flores Farfán, L. (coord.) (2018). Envidia. Historia de los afectos. UNAM. ISBN 978-607-30-1040-5.

- Casas, A.; Flores Farfán, L. (coord.) (2018). Pereza. Historia de los afectos. UNAM. ISBN 978-607-30-0496-1.

- Casas, A.; Flores Farfán, L. (coord.) (2018). Ira. Historia de los afectos. UNAM. ISBN 978-607-30-0082-6.
- Casas, A.; Arau, A. (2016). Así es la vida (Vals para piano). Universidad de Guadalajara. ISBN 978-607-9456-08-5.
- Casas, A.; Flores Farfán, L. (coord.) (2015). Gula. Historia de los afectos. UNAM. ISBN 978-607-02-7345-2.
- Casas, A.; Flores Farfán, L. (coord.) (2014). Avaricia. Historia de los afectos. UNAM. ISBN 978-607-02-5869-5.
- Casas, A.; Flores Farfán, L.; Majkut, P. (coord.) (2014). Lujuria. Historia de los afectos. UNAM. ISBN 978-607-02-5867-1.
- Casas, A.; Flores Farfán, L.; (coord.) (2014). Jacques Rancière. En los bordes del cine. UNAM. ISBN 978-607-02-6241-8.
- Casas, A.; Flores Farfán, L.; Majkut, P. (coord.) (2014). Greed. National University of San Diego.
- Casas, A.; De la Vega Alfaro, E.; Trujillo, I. (2013). Cine Mexicano entre dos siglos: reflejos de una evolución. Semana Internacional de Cine de Valladolid. ISBN 8487737862.
- Casas, A.; Flores Farfán, L. (coord.) (2013). Relatos sobre la violencia. UNAM. ISBN 9786070241215.
- Casas, A.; Constante, A.; Flores Farfán, L. (coord.) (2010). Los (con)fines del arte. UNAM. ISBN 9786070218187.
- Casas, A.; Constante, A.; Flores Farfán, L. (2009). Escenarios del deseo. UNAM. ISBN 9786072003705.